# Home and Away
Home and Away è una soap opera australiana ideata da Alan Bateman. La produzione è iniziata a Sydney nel luglio 1987 ed è stata mandata in onda su Seven Network dal 17 gennaio 1988. È la seconda più longeva e popolare soap opera della televisione australiana, dopo Neighbours.
Originariamente l'episodio pilota, o film per la televisione, ha avuto una durata di oltre 90 minuti. Il giorno seguente è iniziata la messa in onda regolare con episodi della durata di 22 minuti.

## Trama
Home and Away è ambientata nella città fittizia di Summer Bay, una città costiera nel Nuovo Galles del Sud, e segue la vita personale e professionale delle persone che vivono nella zona. La serie era concentrata inizialmente sulla famiglia Fletcher, Pippa (Vanessa Downing, poi interpretata da Debra Lawrance) e Tom Fletcher (Roger Oakley) e i loro cinque figli; Frank Morgan (Alex Papps), Carly Morris (Sharyn Hodgson), Steven Matheson (Adam Willits), Lynn Davenport (Helena Bozich) e in particolare la figlia adottiva Sally Fletcher (Kate Ritchie). La serie in origine e attualmente si concentra anche sulla famiglia Stewart. Durante i primi anni 2000, le trame principali si sono concentrate sulla famiglia Sutherlands, e successivamente gli Hunters.

## Accoglienza
Al suo debutto Home and Away si è dimostrato subito un successo, diventando molto popolare in Australia. Solo dopo un paio di settimane dalla messa in onda, la soap opera affronta la sua prima trama dalle forti tematiche, lo stupro di Carly Morris, diventando uno dei primi show a raccontare storie del genere durante la fascia oraria del preserale. In seguito, Home and Away ha affrontato molte altre storie controverse e dalla forti tematiche, sempre nella stessa fascia oraria.
La soap opera è un successo anche in diversi paesi, tra cui Regno Unito e Irlanda, venendo trasmessa rispettivamente su Channel 5 e RTÉ. Viene trasmessa con successo anche in Nuova Zelanda e Francia, dove è intitolato come Summer Bay. Per un breve periodo, con meno successo, è stata trasmessa anche in Italia; dal 2001 al 2002 su Comedy Life, canale satellitare del gruppo Mediaset e nel giugno 2004 su Rete 4 per sole tre settimane, per un totale di 15 episodi trasmessi, venendo in seguito replicata raramente sulle tv locali (tra le quali Teledue).
Home and Away è il programma di maggior successo nella storia dei Logie Awards, i premi televisivi australiani, guadagnando un totale di 38 Logie Awards dal 1988 a oggi.

## Interpreti e personaggi

### Personaggi principali attuali
- Alf Stewart (1988–in corso), interpretato da Ray Meagher.
- Roo Stewart (1988–1989, 2010–in corso), interpretata da Georgie Parker e in precedenza da Justine Clarke.
- Marilyn Chambers (1989–1992, 1995–1999, 2001, 2010–in corso), interpretata da Emily Symons.
- Irene Roberts (1991–in corso), interpretata da Lynne McGranger e in precedenza da Jacqy Phillips.
- Leah Patterson (2000–in corso), interpretata da Ada Nicodemou.
- John Palmer (2009–in corso), interpretato da Shane Withington.
- Justin Morgan (2016–in corso), interpretato da James Stewart.
- Mackenzie Booth (2019–in corso), interpretata da Emily Weir.
- Tane Parata (2020–in corso), interpretato da Ethan Browne.
- Cash Newman (2021–in corso), interpretato da Nicholas Cartwright.
- Felicity Newman (2021–in corso), interpretata da Jacqui Purvis.
- Theo Poulos (2021–in corso), interpretato da Matt Evans.
- Xander Delaney (2022–in corso), interpretato da Luke Van Os.
- Rose Delaney (2022–in corso), interpretata da Kirsty Marillier.
- Kirby Aramoana (2022–in corso), interpretata da Angelina Thomson.
- Remi Carter (2022–in corso), interpretato da Adam Rowland.
- Eden Fowler (2022–in corso), interpretata da Stephanie Panozzo.
- Bree Cameron (2022–in corso), interpretata da Juliet Godwin.
- Mali Hudson (2023–in corso), interpretato da Kyle Shilling.
- Harper Matheson (2023–in corso), interpretata da Jessica Redmayne.
- Dana Matheson (2023–in corso), interpretata da Ally Harris.
- Levi Fowler (2023–in corso), interpretato da Tristan Gorey.

### Personaggi ricorrenti attuali
- Nelson Giles (2024–in corso), interpretato da Mahesh Jadu.

## Prima di diventare famosi
Molti attori nei primi anni della loro carriera, divenuti in seguito noti a livello internazionale, hanno recitato nella serie, tra loro; Heath Ledger (Scott Irwin), Isla Fisher (Shannon Reed), Melissa George (Angel Parrish), Julian McMahon (Ben Lucini), Dannii Minogue (Emma Jackson), Chris Hemsworth (Kim Hyde) Simon Baker (James Healy), Guy Pearce (David Croft), Ryan Kwanten (Vinnie Patterson), Sharni Vinson (Cassie Turner), Jason Clarke (Christopher "Kick" Johnson) e Naomi Watts (Julie Gibson), Samara Weaving (Indi Walker), Phoebe Tonkin (Adrian Hall), Rebecca Breeds (Ruby Buckton), Jessica McNamee (Lisa Duffy), Callan Mulvey (Johnny Cooper), Luke Mitchell (Romeo Smith), Indiana Evans (Matilda Hunter), Rhys Wakefield (Lucas Holden), Martin Henderson (Geoff Thomas).